# Shannon Kleibrink
Shannon Kleibrink (Norquay, 7 de octubre de 1968) es una deportista canadiense que compitió en curling. Participó en los Juegos Olímpicos de Turín 2006, obteniendo una medalla de bronce en la prueba femenina.

## Palmarés internacional
| Juegos Olímpicos | Juegos Olímpicos | Juegos Olímpicos  | Juegos Olímpicos |
| Año              | Lugar            | Medalla           | Prueba           |
| ---------------- | ---------------- | ----------------- | ---------------- |
| 2006             | Turín (Italia)   | Medalla de bronce | Equipo           |